# USS LST-64
O USS LST-64 foi um navio de guerra norte-americano da classe LST que operou durante a Segunda Guerra Mundial.